# Bazmān
Bazmān (persiska: بزمان) är en ort i Iran.   Den ligger i provinsen Sistan och Baluchistan, i den sydöstra delen av landet, 1 200 km sydost om huvudstaden Teheran. Bazmān ligger 964 meter över havet och antalet invånare är 4 002.
Terrängen runt Bazmān är kuperad åt nordväst, men åt sydost är den platt. Runt Bazmān är det mycket glesbefolkat, med 7 invånare per kvadratkilometer. Det finns inga andra samhällen i närheten. Trakten runt Bazmān är ofruktbar med lite eller ingen växtlighet.